# Karen Mulder
Karen Mulder (Vlaardingen, 1º giugno 1970) è una supermodella olandese.

## Biografia
Cresciuta fra L'Aia e Voorburg, Karen Mulder è figlia di Ben Mulder e Marijke ed ha una sorella più giovane, l'attrice Saskia. Nel 1986 partecipa al concorso di bellezza The Look of the Year dell'agenzia Elite Model Management. Dopo aver vinto la fase preliminare ad Amsterdam, alla fine si piazza al secondo posto. Nei periodi immediatamente successivi la Mulder viaggia fra la Francia e l'Italia per i suoi primi lavori. Al suo secondo anno di attività Karen Mulder sfila per Valentino, Yves Saint Laurent, Lanvin, Versace ed Armani. Inoltre compare sulla copertina di Vogue e diventa testimonial per Guess? e Nivea nel 1991.
Fra le altre campagne pubblicitarie a cui ha preso parte si possono citare Calvin Klein, Claude Montana, Ralph Lauren, Yves Saint-Laurent's Rive Gauche, Guerlain, Chloé, Revlon, Jacques Fath, Gianfranco Ferré, Gianni Versace, Chanel e Hervé Léger. La Mulder è stata fotografata da importanti fotografi come Javier Vallhonrat, Peter Lindbergh, Patrick Demarchelier, Bruce Weber, Helmut Newton, Max Vadukul, Gilles Bensimon, Fabrizio Ferri, Steven Meisel, Irving Penn, Robert Erdmann, e Arthur Elgort.
Nel 1990 è la vocalist della famosa dance hit The age of love, di B Sanchioni/G.Chierchia. Chierchia è il vero nome di Pino D'Angiò.
Nel 1997 e nel 1998 è comparsa su Sports Illustrated Swimsuit Issue ed è stata una degli "angeli" di Victoria's Secret. Nel 2000 si è definitivamente ritirata dalle passerelle.

## Agenzie
- Marilyn Agency - Parigi